# Satz von Thue-Siegel-Roth
Der Satz von Thue-Siegel-Roth aus der Theorie diophantischer Approximationen in der Zahlentheorie wurde von Klaus Friedrich Roth nach Vorarbeiten von Axel Thue und Carl Ludwig Siegel 1955 bewiesen.
Er besagt, dass für jede algebraische Zahl {\displaystyle \alpha } und jedes {\displaystyle \varepsilon >0} die Ungleichung (p, q teilerfremd)
| {\displaystyle \left\|\alpha -{\frac {p}{q}}\right\|<q^{-(2+\varepsilon )}} |  | (Ungleichung 1) |
| {\displaystyle \left\|\alpha -{\frac {p}{q}}\right\|<q^{-(2+\varepsilon )}} |  | (Ungleichung 1) |

nur endlich viele Lösungen hat. Indem man diese endlich vielen Lösungen beiseitelässt, lässt sich aus (Ungleichung 1) folgern, dass für genügend große q für jedes irrationale {\displaystyle \alpha } gilt:
| {\displaystyle \left\|\alpha -{\frac {p}{q}}\right\|>C(\varepsilon ,\alpha )q^{-(2+\varepsilon )}} |  | (Ungleichung 2) |
| {\displaystyle \left\|\alpha -{\frac {p}{q}}\right\|>C(\varepsilon ,\alpha )q^{-(2+\varepsilon )}} |  | (Ungleichung 2) |

mit einem nur von {\displaystyle \varepsilon } und {\displaystyle \alpha } abhängigen C. In dieser Form wird der Satz von Tue-Siegel-Roth meist präsentiert. Das ist der „beste“ mögliche solche Satz, da nach Peter Gustav Lejeune Dirichlet (Dirichletscher Approximationssatz) jede reelle Zahl {\displaystyle \alpha } Approximanten p/q hat, die näher als {\displaystyle q^{-2}} liegen. Es gibt sogar unendlich viele, z. B. die Approximanten der Kettenbruch-Darstellungen dieser Zahlen (deren Sonderrolle der Satz somit ebenfalls aufzeigt). Das heißt, es gibt für jede irrationale Zahl {\displaystyle \alpha } unendlich viele rationale Zahlen {\displaystyle {\frac {p}{q}}} mit {\displaystyle q>0} so dass: 
{\displaystyle \left|\alpha -{\frac {p}{q}}\right|<q^{-2}}
Danach waren schrittweise obere Schranken für Exponenten {\displaystyle \mu } bestimmt worden, so dass es endlich viele rationale Näherungslösungen {\displaystyle {\frac {p}{q}}} für algebraische irrationale Zahlen {\displaystyle \alpha } mit
| {\displaystyle \left\|\alpha -{\frac {p}{q}}\right\|<q^{-\mu }} |  | (Ungleichung 3) |
| {\displaystyle \left\|\alpha -{\frac {p}{q}}\right\|<q^{-\mu }} |  | (Ungleichung 3) |

gibt. Joseph Liouville zeigte 1844 {\displaystyle \mu <n}, mit {\displaystyle n>1} (siehe Diophantische Approximation). Hierbei ist n der Grad der algebraischen Gleichung mit Wurzel {\displaystyle \alpha }. Elementare Überlegungen zeigen außerdem, dass  {\displaystyle \mu >2} ist (siehe oben). Damit war {\displaystyle 2<\mu \leq n} bekannt und es wurden verfeinerte Schranken gesucht. Axel Thue zeigte 1908, dass {\displaystyle \mu \leq n/2+1} und Carl Ludwig Siegel 1921 in seiner Dissertation (wobei er das Ergebnis schon 1916 seinem Lehrer Frobenius mitteilte), dass {\displaystyle \mu \leq 2{\sqrt {n}}}. Roth zeigte, dass 2 tatsächlich die optimale Schranke ist, denn für {\displaystyle \mu \leq 2+\varepsilon } gibt es nur endlich viele Lösungen.
Der Beweis des Satzes ist umfangreich und findet sich zum Beispiel in den Lehrbüchern von Theodor Schneider oder John Cassels.
Der Beweis von Roth gibt keine Methode an, solche Lösungen zu finden bzw. C einzuschränken. Das wäre interessant, um etwas über die Anzahl der Lösungen Diophantischer Gleichungen zu erfahren (d. h. ganzzahligen oder rationalen Lösungen algebraischer Gleichungen, für die beispielsweise das {\displaystyle \alpha } in (Ungleichung 2) eine reelle Wurzel ist). Solche effektiven Methoden wurden in den 1960er Jahren von Alan Baker in die Theorie transzendenter Zahlen und diophantischer Gleichungen eingeführt. Der Satz von Thue-Siegel-Roth folgt auch aus dem Subspace-Theorem von Wolfgang Schmidt. Dieser gab auch eine Verallgemeinerung für simultane Näherung mehrerer algebraischer Zahlen {\displaystyle x_{1},\cdots ,x_{n}}. Seien {\displaystyle 1,x_{1},\cdots ,x_{n}} linear unabhängig über den rationalen Zahlen und {\displaystyle \varepsilon } eine beliebige positive reelle Zahl, dann gibt es nur endliche viele n-Tupel rationaler Zahlen {\displaystyle {\frac {p_{1}}{q}},\cdots ,{\frac {p_{n}}{q}}} mit
{\displaystyle \left|x_{i}-{\frac {p_{i}}{q}}\right|<q^{-(1+{\frac {1}{n}}+\varepsilon )},\quad i=1,\ldots ,n.}
Es gibt auch eine p-adische Version des Satzes von Thue-Siegel-Roth.
Als Anwendung des Satzes von Thue-Siegel-Roth kann man neue transzendente Zahlen finden. Der Satz von Liouville lieferte diese in Form Liouvillescher Zahlen. Mit dem Satz von Thue-Siegel-Roth braucht man nur irrationale Zahlen zu finden, die besser als {\displaystyle {\frac {1}{q^{2}}}} durch rationale Zahlen approximierbar sind und nicht {\displaystyle {\frac {1}{q^{n}}}} wie beim Satz von Liouville. Ein Beispiel ist der Nachweis der Transzendenz für die Zahl
{\displaystyle \tau =0{,}1234567891011121314\cdots }
also der Zahl die entsteht wenn man alle Dezimalzahlen hintereinanderschreibt. Das Gleiche gilt wenn man die Zahl nicht basierend auf dem Dezimalsystem, sondern etwa dem Stellwertsystem zur Basis 3 konstruiert. Der ursprüngliche Beweis stammt von Kurt Mahler (1946) und der Beweis erfordert nicht unbedingt den Satz von Thue-Siegel-Roth. {\displaystyle \tau } ist keine Liouvillesche Zahl.